# Заргштедт
Заргштедт (нем. Sargstedt) — община в Германии, в земле Саксония-Анхальт. 
Входит в состав района Хальберштадт. Подчиняется управлению Харцфорланд-Хю.  Население составляет 734 человека (на 31 декабря 2006 года). Занимает площадь 11,88 км².